# 古氏双边鱼
古氏双边鱼（学名：Ambassis kopsi）为輻鰭魚綱鱸形目双边鱼科双边鱼屬的鱼类。分布于印度尼西亚、菲律宾、新加坡以及中国南海等海域，體長可達10.2公分，可做為食用魚或觀賞魚。

## 扩展阅读
維基物種上的相關：古氏双边鱼